# Diogo Dalot
José Diogo Dalot Teixeira (Braga, 18 de marzo de 1999) es un futbolista portugués. Juega como defensa y su equipo es el Manchester United F. C. de la Premier League de Inglaterra.

## Trayectoria
Nacido en Braga, Portugal, se unió al sistema juvenil del Porto en 2008, con nueve años. El 28 de enero de 2017 debutó como profesional con el equipo B, jugando los 90 minutos en la derrota por 2-1 en casa frente al Leixões S. C. para el campeonato LigaPro.
Apareció con el primer equipo el 13 de octubre de 2017, con una victoria por 6-0 sobre Lusitano G. C. en la Taça de Portugal. Jugó por primera vez en la Primeira Liga el 18 de febrero de 2018, entrando como sustituto en el minuto 75 en casa del Rio Ave por 5-0.
Firmó para el Manchester United de la Premier League el 6 de junio de 2018 por cinco temporadas. Cuando llegó a Mánchester, el entrenador José Mourinho dijo que, teniendo en cuenta su corta edad, era uno de los mejores laterales derechos del momento. Debutó con la camiseta de los diablos rojos el 19 de septiembre en la victoria en el campo del Young Boys, pero debido a una lesión sufrida la temporada anterior no encontró continuidad. Debutó en la Premier League el 1 de diciembre, cuando tuvo minutos en el partido contra el Southampton.
Con la destitución de Mourinho y la llegada de Ole Gunnar Solskjær al banquillo del Manchester United, Dalot siguió encontrándose con frecuencia en el campo: al final de la temporada disputó 23 partidos en total, 16 de ellos en la Premier League. Destaca el partido contra el PSG en los cuartos de final de la Liga de Campeones, en el que el Manchester United remontó en casa del equipo francés: la remontada se completó gracias a un penalti en el minuto 90 por un disparo de Dalot.
La temporada siguiente, debido a una lesión, estuvo de baja prácticamente hasta enero. Esa temporada compartió el puesto de lateral derecho con Wan-Bissaka. Sin embargo, en la temporada 19-20, Dalot consiguió su primer gol con la camiseta del United, en la 4.ª ronda de la FA Cup contra el Tranmere Rovers. Tras dos temporadas en el equipo inglés, disputó 34 partidos en todas las competiciones.
El 4 de octubre de 2020, tras haber iniciado su tercer curso en Mánchester, fue cedido al A. C. Milan hasta final de temporada. Debutó con el 22 de octubre, durante la fase de grupos de la Liga Europa, en el partido que ganó por 3-1 en casa al Celtic F. C. El 29 de octubre marcó su primer gol con su nueva camiseta, contribuyendo a la victoria en casa por 3-0 contra el Sparta de Praga, partido en el que también sirvió la asistencia para el segundo gol de los milaneses, firmado por Rafael Leão. Tres días después debutó en la Serie A en la victoria por 2-1 contra el Udinese. Debutó como titular en la máxima categoría el 16 de diciembre, en el partido fuera de casa contra el Genoa C. F. C., que terminó con el resultado de 2-2. El 7 de marzo de 2021 consiguió su primer gol en la máxima categoría, en la victoria por 2-0 a domicilio contra el Hellas Verona. Durante su temporada en el conjunto rossonero consiguió encontrar continuidad, llegando a disputar 33 partidos, marcando además 2 goles y 3 asistencias. Como suele decir el propio Dalot, en Italia pudo mejorar en el aspecto defensivo, sin perder su característica de atacar e intentar el cruce.
Al final de su cesión, volvió a las filas del Manchester United. Al final de un periodo de traspasos en el que se lo disputaban varios equipos europeos (Borussia Dortmund, Atlético de Madrid y el propio A. C. Milan, que querían retenerlo), decidió quedarse en Inglaterra.

## Selección nacional

### Categorías inferiores
Ayudó a Portugal a ganar el Campeonato Europeo Sub-17 de la UEFA 2016, anotando dos goles en cinco partidos en Azerbaiyán, incluyendo uno en la final contra España. El mismo año, ayudó al equipo sub-19 a alcanzar los cuartos de final de la misma competencia.
Participó en la Copa Mundial de Fútbol Sub-20 de 2017, jugando todos los partidos hasta su eliminación en cuartos de final.
Con la selección sub-21 hizo su debut el 10 de noviembre de 2017, en el partido ante la selección sub-21 de Rumania, donde ambas selecciones empataron con un resultado de 1-1.
El 23 de marzo de 2018, en el partido ante la selección sub-21 de Liechtenstein, asistió a su compañero Diogo Gonçalves para uno de los goles del partido, con un resultado de 7-0 a favor de los portugueses.
En 2021 también participaron en el Campeonato Europeo Sub-21. Portugal llegó a la final ganando todos los partidos del torneo y Dalot jugó todos los minutos de la competición. En la final, sin embargo, la selección portuguesa tuvo que rendirse ante Alemania, perdiendo el partido por 1-0.

### Absoluta
El 13 de junio de 2021 fue convocado por primera vez con la selección absoluta para participar en la Eurocopa 2020 tras la baja de última hora de João Cancelo por COVID-19. Diez días después se convirtió en internacional absoluto tras jugar los últimos minutos del encuentro ante Francia correspondiente a la última jornada de la fase de grupos. En la siguiente ronda, Portugal fue eliminada por Bélgica.
También en octubre de 2021 fue convocado por Portugal y el día jugó el amistoso contra Catar, ganado 3-0, en el que dio la asistencia para el gol de Cristiano Ronaldo que rompía el partido.

#### Participaciones en Eurocopas
| Copa          | Sede     | Resultado        | Partidos | Goles |
| ------------- | -------- | ---------------- | -------- | ----- |
| Eurocopa 2020 | Europa   | Octavos de final | 2        | 0     |
| Eurocopa 2024 | Alemania | Cuartos de final | 2        | 0     |

#### Participaciones en Copas del Mundo
| Mundial      | Sede  | Resultado        | Partidos | Goles |
| ------------ | ----- | ---------------- | -------- | ----- |
| Mundial 2022 | Catar | Cuartos de final | 3        | 0     |

## Estadísticas

### Clubes
Actualizado al último partido jugado el 17 de agosto de 2025.
| Club                               | Div.          | Temporada     | Liga  | Liga  | Liga   | Copas nacionales | Copas nacionales | Copas nacionales | Copas internacionales | Copas internacionales | Copas internacionales | Total | Total | Total  | Media goleadora |
| Club                               | Div.          | Temporada     | Part. | Goles | Asist. | Part.            | Goles            | Asist.           | Part.                 | Goles                 | Asist.                | Part. | Goles | Asist. | Media goleadora |
| ---------------------------------- | ------------- | ------------- | ----- | ----- | ------ | ---------------- | ---------------- | ---------------- | --------------------- | --------------------- | --------------------- | ----- | ----- | ------ | --------------- |
| F. C. Porto B Portugal             | 2.ª           | 2016-17       | 3     | 0     | 0      | —                | —                | —                | —                     | —                     | —                     | 3     | 0     | 0      | 0               |
| F. C. Porto B Portugal             | 2.ª           | 2017-18       | 20    | 2     | 3      | —                | —                | —                | —                     | —                     | —                     | 20    | 2     | 3      | 0.1             |
| F. C. Porto B Portugal             | Total club    | Total club    | 23    | 2     | 3      | —                | —                | —                | —                     | —                     | —                     | 23    | 2     | 3      | 0.09            |
| F. C. Porto Portugal               | 1.ª           | 2017-18       | 6     | 0     | 2      | 1                | 0                | 1                | 1                     | 0                     | 0                     | 8     | 0     | 3      | 0               |
| F. C. Porto Portugal               | Total club    | Total club    | 6     | 0     | 2      | 1                | 0                | 1                | 1                     | 0                     | 0                     | 8     | 0     | 3      | 0               |
| Manchester United F. C. Inglaterra | 1.ª           | 2018-19       | 16    | 0     | 2      | 3                | 0                | 1                | 4                     | 0                     | 0                     | 23    | 0     | 3      | 0               |
| Manchester United F. C. Inglaterra | 1.ª           | 2019-20       | 4     | 0     | 0      | 4                | 1                | 0                | 3                     | 0                     | 0                     | 11    | 1     | 0      | 0.09            |
| Manchester United F. C. Inglaterra | 1.ª           | 2020-21       | 0     | 0     | 0      | 1                | 0                | 0                | 0                     | 0                     | 0                     | 1     | 0     | 0      | 0               |
| A. C. Milan · Italia               | 1.ª           | 2020-21       | 21    | 1     | 1      | 2                | 0                | 0                | 10                    | 1                     | 2                     | 33    | 2     | 3      | 0.06            |
| A. C. Milan · Italia               | Total club    | Total club    | 21    | 1     | 1      | 2                | 0                | 0                | 10                    | 1                     | 2                     | 33    | 2     | 3      | 0.06            |
| Manchester United F. C. Inglaterra | 1.ª           | 2021-22       | 24    | 0     | 0      | 3                | 0                | 0                | 3                     | 0                     | 0                     | 30    | 0     | 0      | 0               |
| Manchester United F. C. Inglaterra | 1.ª           | 2022-23       | 26    | 1     | 2      | 6                | 0                | 0                | 10                    | 1                     | 0                     | 42    | 2     | 2      | 0.05            |
| Manchester United F. C. Inglaterra | 1.ª           | 2023-24       | 36    | 2     | 3      | 8                | 1                | 1                | 6                     | 0                     | 0                     | 50    | 3     | 4      | 0.06            |
| Manchester United F. C. Inglaterra | 1.ª           | 2024-25       | 33    | 0     | 3      | 7                | 0                | 2                | 13                    | 3                     | 0                     | 53    | 3     | 5      | 0.06            |
| Manchester United F. C. Inglaterra | 1.ª           | 2025-26       | 1     | 0     | 0      | 0                | 0                | 0                | ―                     | ―                     | ―                     | 1     | 0     | 0      | 0               |
| Manchester United F. C. Inglaterra | Total club    | Total club    | 140   | 3     | 10     | 32               | 2                | 4                | 39                    | 4                     | 0                     | 211   | 9     | 14     | 0.04            |
| Total carrera                      | Total carrera | Total carrera | 190   | 6     | 16     | 35               | 2                | 5                | 50                    | 5                     | 2                     | 275   | 13    | 23     | 0.05            |
| 1. 2.                              |               |               |       |       |        |                  |                  |                  |                       |                       |                       |       |       |        |                 |

## Palmarés

### Campeonatos nacionales
| Título          | Club                    | País       | Año  |
| --------------- | ----------------------- | ---------- | ---- |
| Primeira Liga   | F. C. Porto             | Portugal   | 2018 |
| Copa de la Liga | Manchester United F. C. | Inglaterra | 2023 |
| FA Cup          | Manchester United F. C. | Inglaterra | 2024 |

### Copas internacionales
| Título                      | Club (*)              | Sede       | Año  |
| --------------------------- | --------------------- | ---------- | ---- |
| UEFA Euro sub-17            | Portugal              | Azerbaiyán | 2016 |
| Liga de Naciones de la UEFA | Selección de Portugal | Alemania   | 2025 |

(*) Incluyendo la selección.

### Distinciones individuales
| Distinción                                               | Año  |
| -------------------------------------------------------- | ---- |
| Campeonato Europeo Sub-17 de la UEFA - Equipo del Torneo | 2016 |
| Campeonato Europeo Sub-19 de la UEFA - Equipo del Torneo | 2016 |